# 長生浦線
長生浦線（チャンセンポせん、韓国語:장생포선）は、大韓民国蔚山広域市南区の太和江駅と長生浦駅を結ぶ、韓国鉄道公社（KORAIL）の鉄道路線（貨物線）である。

## 歴史
- 1952年9月25日：也音 - 長生浦間開業[1]。
- 1992年8月20日：東海南部線のルート変更に伴い、起点を蔚山駅に変更。也音駅からのルートは廃止。
- 2017年12月18日：蔚山駅を太和江駅に改称[2]。
- 2018年1月19日：列車運行停止。
- 2019年4月17日：鉄道路線番号を31104に変更[3]。

## 駅一覧
- 全線蔚山広域市南区に所在。

| 駅名     | 駅名     | 駅間キロ (km) | 累計キロ (km) | 接続路線                       |
| 日本語   | ハングル | 駅間キロ (km) | 累計キロ (km) | 接続路線                       |
| -------- | -------- | ------------- | ------------- | ------------------------------ |
| 太和江駅 | 태화강역 | -             | 0.0           | 韓国鉄道公社：東海線・蔚山港線 |
| 長生浦駅 | 장생포역 | 3.6           | 3.6           |                                |

### 廃止区間
- 1992年8月20日廃止。
- 全線慶尚南道蔚山市南区（当時）に所在。

| 駅名     | 駅名     | 駅間キロ (km) | 累計キロ (km) | 接続路線                 |
| 日本語   | ハングル | 駅間キロ (km) | 累計キロ (km) | 接続路線                 |
| -------- | -------- | ------------- | ------------- | ------------------------ |
| 也音駅   | 야음역   | -             | 0.0           | 鉄道庁：蔚山線・蔚山港線 |
| 長生浦駅 | 장생포역 | -             | -             |                          |